# كوري لوك
كوري لوك هو لاعب هوكي الجليد كندي، ولد في 8 مايو 1984 في تورونتو في كندا.

## وصلات خارجية
- كوري لوك على موقع دوري الهوكي الوطني (الإنجليزية)
- كوري لوك على موقع قاعة مشاهير الهوكي (لاعب أن.إتش.أل) (الإنجليزية)
- كوري لوك على موقع EliteProspects.com (الإنجليزية)
- كوري لوك على موقع HockeyDB.com (الإنجليزية)
- كوري لوك على موقع Hockey-Reference.com (الإنجليزية)